# Juan Carlos Vargas
Juan Carlos Vargas Miller, (Bogotá, 2 de septiembre de 1974) es un actor y productor colombiano, radicado hace muchos años en Bogotá y es el esposo de la también actriz Paola Rey.

## Filmografía

### Televisión
| Año       | Título                                | Personaje                                   | Canal              |
| --------- | ------------------------------------- | ------------------------------------------- | ------------------ |
| 2022      | A grito herido                        | Edwin                                       | Prime Vídeo        |
| 2018-2019 | María Magdalena                       | Caifas                                      | Azteca 7           |
| 2018      | Sitiados 2                            | Corsario                                    | Fox Premium        |
| 2018      | Garzón                                | Ovidio Patiño                               | Canal RCN          |
| 2016-2017 | La ley del corazón                    |                                             | Canal RCN          |
| 2016      | Contra el tiempo                      | Dr. Felipe Ángel                            | Canal RCN          |
| 2014      | El capo 3                             | Coronel Diego Velandia                      | Canal RCN          |
| 2012-2013 | El capo 2                             | Coronel Diego Velandia                      | Canal RCN          |
| 2012-2013 | Lynch                                 | Pablo                                       | Moviecity          |
| 2010-2011 | La Pola                               | Francisco de Paula Santander                | Canal RCN          |
| 2010      | Ojo por ojo                           | Frepe Monsalve                              | Telemundo          |
| 2010      | Los caballeros las prefieren brutas   | Cosmos                                      | Caracol Televisión |
| 2009-2010 | El capo                               | Detective Diego Velandia / Coronel Velandia | Canal RCN          |
| 2008      | Amor, mentiras y video                | Gabriel                                     | Canal RCN          |
| 2008      | Tiempo final                          |                                             | Fox Channel        |
| 2007-2008 | Montecristo                           | Santiago Díaz Herrera / Salvador Farías     | Caracol Televisión |
| 2007      | Sin retorno                           | Ricardo                                     | Canal RCN          |
| 2006-2007 | Las profesionales, a su servicio      |                                             | Caracol Televisión |
| 2005-2006 | Vuelo 1503                            | Eduardo Estupiñán                           | Caracol Televisión |
| 2004      | La saga, negocio de familia           | Armando Manrique / Iván Zapata              | Caracol Televisión |
| 2003      | Ángel de la guarda, mi dulce compañía | John Jairo                                  | Telemundo          |
| 2002      | Siete veces Amada                     | Egidio                                      | Caracol Televisión |
| 2001      | Adónde va Soledad                     | Eduardo Santaelices                         | Canal RCN          |
| 1999      | La dama del pantano                   | Larsen                                      | Caracol Televisión |
| 1997-1998 | La mujer del presidente               | Esteban Franco                              | Caracol Televisión |
| 1996      | Leche                                 | Zoroastro                                   | Caracol Televisión |
| 1995      | Eternamente Manuela                   | Alfonso Grijalba                            | Canal RCN          |
| 1994      | Momposina                             | Alejandro Molinares                         | Canal RCN          |
| 1993-1994 | Señora Isabel                         | Pablo San Martín                            | Coestrellas        |
| 1993      | La maldición del paraíso              |                                             | Coestrellas        |
| 1992      | Sangre de lobos                       |                                             | Coestrellas        |
| 1991      | Puerto amor                           |                                             | Coestrellas        |
| 1989-1990 | Alma, Corazón y Vida                  |                                             |                    |

## Reality
| Año  | Título                    | Rol          | Canal              |
| ---- | ------------------------- | ------------ | ------------------ |
| 2004 | Desafió 2004: La aventura | Participante | Caracol Televisión |

## Cine
| Año  | Título                       | Personaje         |
| ---- | ---------------------------- | ----------------- |
| 2008 | Saluda al diablo de mi parte | Fernando Carranza |
| 2007 | Los fantasmas del DAS        |                   |
| 2006 | Adiós Ana Elisa              |                   |
| 2000 | Kalibre 35                   | Luis              |

## Premios y nominaciones

### Premios TVyNovelas
| Año  | Categoría              | Telenovela o Serie          | Resultado |
| ---- | ---------------------- | --------------------------- | --------- |
| 2005 | Mejor Actor de Reparto | La saga, negocio de familia | Ganador   |
| 1996 | Mejor Actor de Reparto | Eternamente Manuela         | Ganador   |
| 1993 | Mejor Actor Revelación | Sangre de lobos             | Ganador   |

### Premios India Catalina
| Año  | Categoría              | Telenovela o Serie          | Resultado |
| ---- | ---------------------- | --------------------------- | --------- |
| 2005 | Mejor Actor de Reparto | La saga, negocio de familia | Nominado  |